# Elbit Systems
Elbit Systems est une entreprise israélienne de l'armement, fondée en 1967 et basée à Haïfa.
Elbit Systems se classait en 2023 au 21e rang mondial pour la production d'armement.

## Historique
Elbit Systems possède l'entreprise brésilienne AEL Sistemas qui intervient dans les domaines des solutions d'ailes fixes et rotatives, de véhicules sans pilote, de solutions de véhicules blindés, de systèmes de communication, du soutien logistique et des systèmes spatiaux et des simulateurs. 25 pour cent de l'entreprise a été acquis par la division de la défense d'Embraer. AEL Sistemas est un fournisseur de l'armée et de la police brésilienne.
En mai 2015, Elbit acquiert les activités de renseignements et de défenses numériques Nice Systems pour 157,9 millions de dollars.
En mars 2018, Elbit Systems annonce l'acquisition  pour 523 millions de dollars de IMI Systems, fabricant israélien d'armes légères, notamment du Uzi. IMI Systems était précédemment détenue par l'État d’Israël qui par cette opération, privatise donc cette dernière entreprise d'armement.

## Production
- Elbit Hermes 90
- Elbit Hermes 450
- Elbit Hermes 900
- Elbit Skylark
- Silver Arrow Micro-V
- Silver Arrow Sniper